# Чайка (рід)
Чайка (Vanellus) — рід птахів родини сивкові (Charadriidae), що включає найбільших її представників. Чайки живуть найчастіше на відкритому просторі: на берегах озер, річок і в болотистих місцевостях. Часто їх можна зустріти й на оброблених землях. Чайки — дуже гучні птахи. Найбільш рідкісним і загрожуваним видом є кречітка. Ймовірно залишилося лише 200 гніздових пар цього виду.

## Види
Розрізняють 24 види чайок:
- Чайка чубата, Vanellus vanellus
- Чайка вусата, Vanellus albiceps
- Чайка чилійська, Vanellus chilensis
- Чайка сіра, Vanellus cinereus
- Чайка вінценосна, Vanellus coronatus
- Чайка білоголова, Vanellus crassirostris
- Чайка річкова, Vanellus duvaucelii
- Чайка індійська, Vanellus indicus
- Чайка білошия, Vanellus miles
- Чайка шпорова, Vanellus spinosus
- Чайка білогорла, Vanellus tricolor
- Чайка строката, Vanellus armatus
- Чайка чорночуба, Vanellus tectus
- Чайка малабарська, Vanellus malabaricus
- Чайка мала, Vanellus lugubris
- Чайка чорнокрила, Vanellus melanopterus
- Чайка сенегальська, Vanellus senegallus
- Чайка чорноголова, Vanellus melanocephalus
- Чайка рудогруда, Vanellus superciliosus
- Чайка яванська, Vanellus macropterus
- Чайка степова, Vanellus gregarius
- Чайка білохвоста, Vanellus leucurus
- Чайка каєнська, Vanellus cayanus
- Чайка андійська, Vanellus resplendens

## Назва роду
З наукової точки зору назва «чайка» розповсюджується лише на птахів роду Vanellus. Але в українській розмовній мові слово «чайка» вживається до багатьох коловодних птахів ряду сивкоподібних, особливо мартинів.
У виданні «Визначник птахів УРСР» 1952 і 1962 років, яке базувалося на фундаментальній праці «Птахи УРСР» 1938 року українського зоолога Миколи Шарлеманя, автори Михайло Воїнственський та Олександр Кістяківський наводять подвійну назву «чайка (чибіс)». Проте сучасний «Перелік українських наукових назв птахів фауни України», 2000 року Інституту зоології НАН України авторів Геннадія Фесенка та Андрія Бокотея подає однозначну назву «чайка».
Росіянізм[неавторитетне джерело] «чибіс» вживається в розмовній та науковій мові, художній літературі, але це слово не закріпилося в українській мові, воно відсутнє в академічних словниках, наприклад у Великому тлумачному словнику української мови Інституту мовознавства АН УРСР.